# Шахтинский авиационно-ремонтный завод
Шахтинский авиационно-ремонтный завод ДОСААФ — авиаремонтный завод в одноимённом городе Ростовской области, единственное авиаремонтное предприятие на юге России.
Производит ремонт самолётов Як-18Т, Як-50, Як-52, Ан-2, вертолётов Ми-2, Ми-8, авиационных двигателей АШ-62ИР, М-14. Испытательные полёты проводятся в аэропорту Шахты.

## История
В 1931 году в городе Шахты был создан аэроклуб ОСОАВИАХИМа им. М. В. Водопьянова. Во время оккупации, в годы Великой Отечественной войны, аэроклуб был уничтожен. Остались только одно здание и взлётная полоса.
На этой базе приказом № 147 председателя ЦС ОСОАВИАХИМа от 3 июля 1947 года были образованы ремонтные мастерские. Там начали ремонтировать самолёты и двигатели для ДОСААФ И ВВС- ПО-2, УТИ-1, УТИ-2.
В 1968 году и был создан Шахтинский авиаремонтный завод. Был освоен ремонт легкомоторных самолётных конструкций Яковлева: Як-12, Як-18, Як-50, Як-52, а также Ан-2, планеров и авиадвигателей к ним.
В 1991 году произошло преобразование ДОСААФ СССР в РОСТО. Приказом Председателя ЦС РОСТО Шахтинский авиаремзавод преобразован в ЗАО «Шахтинский авиационно-ремонтный завод РОСТО».
В 1990 году начал работать участок производства потребительских товаров, который изготавливает изделия авиационной номенклатуры, а также изделия для угледобывающей и автомобильной промышленности.
В 1993 освоен ремонт самолётов типа Як-18Т.
В 1998 заводом освоены контрольно-восстановительные работы на самолёте Ан-2 и организованы выездные бригады.
В 2000 году освоен ремонт авиадвигателя АШ-62ИР.
В 2004 году завод получил лицензию на ремонт авиатехники двойного назначения, что дает право на получение государственных оборонных заказов от Министерства обороны России.
В 2004 году на базе завода создан Шахтинский авиационно-технический спортивный клуб (АТСК) РОСТО, который проводит первоначальную авиационно-техническую подготовку молодежи (парашютные прыжки, любительский пилотаж, проведение авиационных шоу и др.).
В 2009 году освоен ремонт радиооборудования и приборного оборудования вертолётов Ми-2, Ми-8.

## Партнеры
АНТК им. Антонова
ОКБ им. Яковлева
КБ Моторостроения
Воронежский механический завод
Завод № 411 ГА
Завод № 406 ГА
ОКБ Ростов-Миль

## Известные люди
Горовец Александр Константинович